# شاي إيسياك
إيسياك (بالإنجليزية: Essiac)‏ هو شاي عشبي يتم الترويج له كعلاج بديل للسرطان وغيره من الأمراض، لكنه لا يوجد أي دليل على أنه مفيد للصحة، وفي عديد من الدراسات لم يُظهر إيسياك أي تأثير ضد الخلايا السرطانيةأو معدل نمو السرطان، ولقد أظهرتنوع إيسياك وخصوصًا «زهرة إسياك» دليلًا على أنه ضار حيث أظهرت الدراسات المختبرية أن إيسياك قد يزيد من نمو خلايا سرطان الثدى.

## مصدره
على الرغم من أن التركيبات يمكن أن تختلف تحتوي معظم تركيبات إيسياك على جذر الأرقطيون وجذر الراوند كفي وحماض الغنم ودردار أحمر، من عام 1920حتى عام 1970تم الترويج لإيسياك على أنه علاج للسرطان وذلك من قبل ريني كايسي وهي ممرضة كندية اخترعت تلك التركيبة، وقد زعمت كايسي في بعض الأحيان أن هذه التركيبة قد أُعطت لها من قبل أونتاريو أوجيبوا وهو مريض كانت قد ساعدته في فتره علاجه، وفي أوقات أخرى قالت أنها قد تعلمتها من «طبيب» لم يُذكر اسمه، ومع ذلك لم يتم إثبات أي قصة منهما على الإطلاق، كما أنه لا يوجد أي دليل على أن إيسياك هو علاج للأمريكيين الأصليين أو الأمم الأولى، ومع ذلك هناك العديد من العوامل التي تشير إلى أن التركيبة ليست من أي ثقافة أمريكية أصلية أو ثقافة الأمم الأولى، ومن الجدير بالذكر أنه في الوصفة الأصلية هناك نبات واحد فقط من النباتات المخلوطة وهو الدردارالاحمر والذي يعد موطنه الأمريكتين لكن أيًا من الأعشاب الأخرى لا تنتمى في موطنها لأمريكا الشمالية، لقد غيرت كايسي قصتها حول مصدر العلاج وكذلك المكونات الموجودة في التركيبة مرات عديدة، وقد قيل أنها مغرمة بخلق جو من الغموض حوله، كما أن اسم إيسياك الذي أطلقته كايسي على الشاى هو اسمها ولكن بالعكس.
اليوم يُباع إيسياك غالبًا مع أدوات كالزجاجات وذلك لعمل الشاى كما أنه يتم الترويج له أحيانًا بمزاعم خاطئة تُفيد بأن الدراسات العلمية أظهرت أنه فعال، وفي عام 1977 باعت كايسي تكوين إيسياك وحقوق العلامات التجارية لشركة ريسبرين -شركة كندية اشتُهرت سابقًا بتسويق منتجات الإيسياك- والتي حاولت تسويق المنتج تجاريًا، ومع ذلك لم تتمكن الشركة من إظهار أي فعالية لإيسياك ضد السرطان، حيث أظهرت الاختبارات المعملية المتكررة أن إيسياك قد فشل في إبطاء نمو الورم، كما أن استخدامه بجرعات كبيرة أدى إلى موت حيوانات الاختبار، لقد أظهرت العديد من الدراسات أن إيسياك يزيد بالفعل من معدل نمو السرطانونتيجه لذلك فقد رفضت كل من الولايات المتحدة والحكومة الكندية اعتماد إيسياك كعلاج طبي، بدلاً من ذلك تم تسويق إيسياك بواسطة شركة منتجات الإيسياك وغيرهم كمكمل غذائي ليخضع لنظام أكثر خفة وليس مطلوبًا لإظهار أي دليل على الفعالية.

## الفعالية
لقد تمت مراجعة تأثير ايساك المزعوم ضد السرطان من قبل العديد من الهيئات الطبية والعلمية الكبيرة والتي تشمل منظمة الصحة العالميةوالمعهد الوطني للسرطانوجمعية السرطان الأمريكية، ولقد أقرت جمعية السرطان الأمريكية على أن مراجعات السجلات الطبية للأشخاص الذين عولجوا بإيسياك لا تدعم الادعاءات بأن هذا المنتج يساعد المصابين بالسرطان على العيش لفترة أطول أو أنه يخفف من أعراضهم، كما أوضح المعهد القومي للسرطان بأنه لا يوجد دليلًا واضحًا على وجود تأثير مضاد للسرطان لإيسياك أو زهرة إيسياك، كما وصفت منظمة الصحة العالمية إيسياك بأنه «علاج السرطان المزيف» ويجب على مرضى السرطان تجنبه، ولقد كتب الباحثون في مركز ميموريال سلون كيترينج للسرطان أن إيسياك لا زال علاجًا شائعًا للسرطان على الرغم من الادعاءات غير المؤكدة بفعاليته،و تشير أيضًا أبحاث السرطان في المملكة المتحدة إلى أنه «لا يوجد دليل علمي على أن إيسياك يمكن أن يساعد في علاج السرطان» ويُنصح دائمًا أن «تسأل طبيبك وممرضاتك عما إذا كان أي علاج سرطان تكميلي أو بديل تفكر في استخدامه قد يتفاعل مع علاجاتك الأخرى».

## الآثار الجانبية
إيسياك قد يتسبب في حدوث صداع وغثيان وإسهال أو إمساك وقيء وانخفاض نسبة السكر في الدم، وتلف الكبد وتلف في الكلى ومن المحتمل أن يتسبب في حدوث طفح جلدي ونادرًا ما ينتج عنه حدوث حساسية مفرطة.